# Śródmieście (Bielsko-Biała)

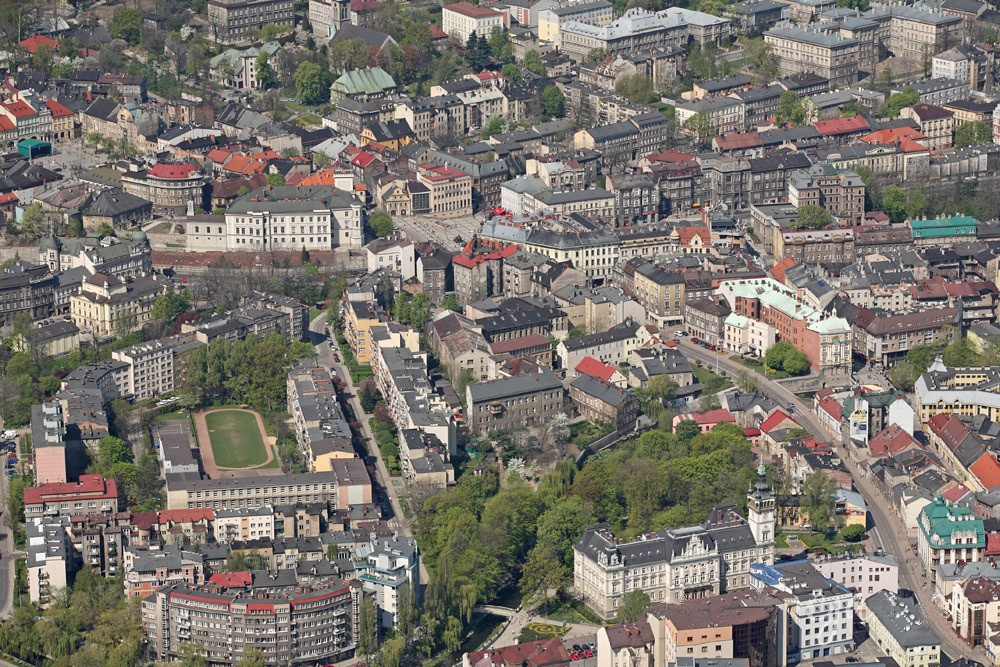
Śródmieście z lotu ptaka

Śródmieście, Centrum – potoczna nazwa centralnej części Bielska-Białej obejmującej w przybliżeniu granice Bielska i Białej przed 1925 r. W centrum znajduje się większość atrakcji turystycznych, obiektów użyteczności publicznej i placówek kulturalnych. Śródmieście dzieli się na:

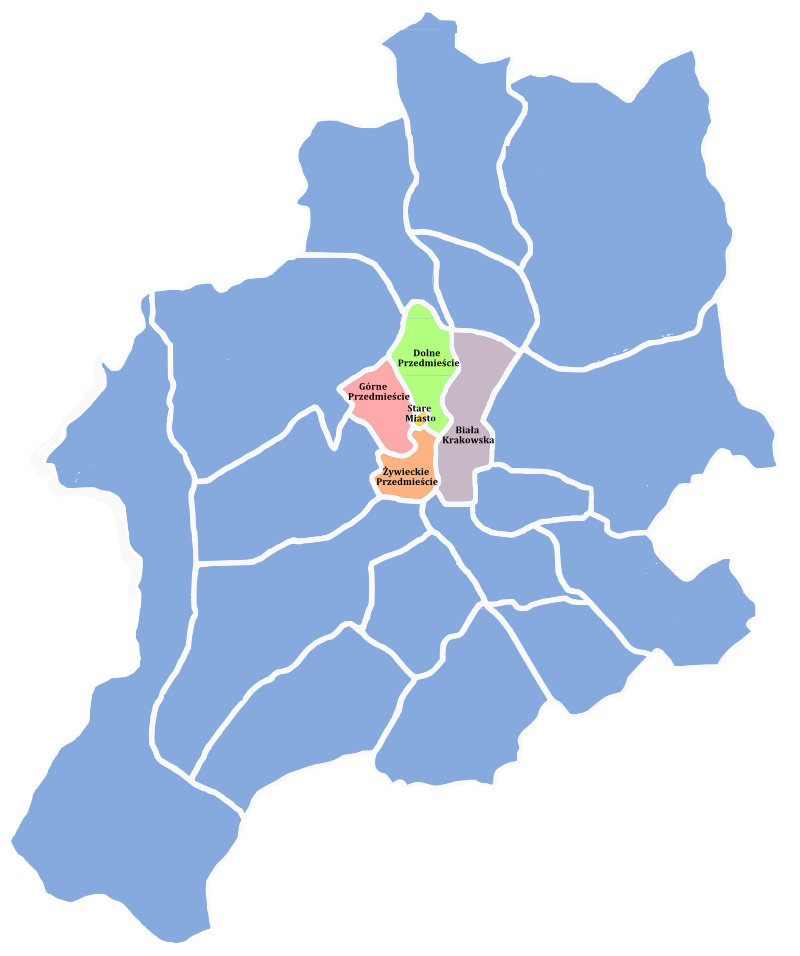
Śródmieście na planie Bielska-Białej

- Stare Miasto
- Dolne Przedmieście
- Białą Krakowską
- Górne Przedmieście
- Żywieckie Przedmieście